# Kleines Niederungsfließgewässer in Fluss- und Stromtälern

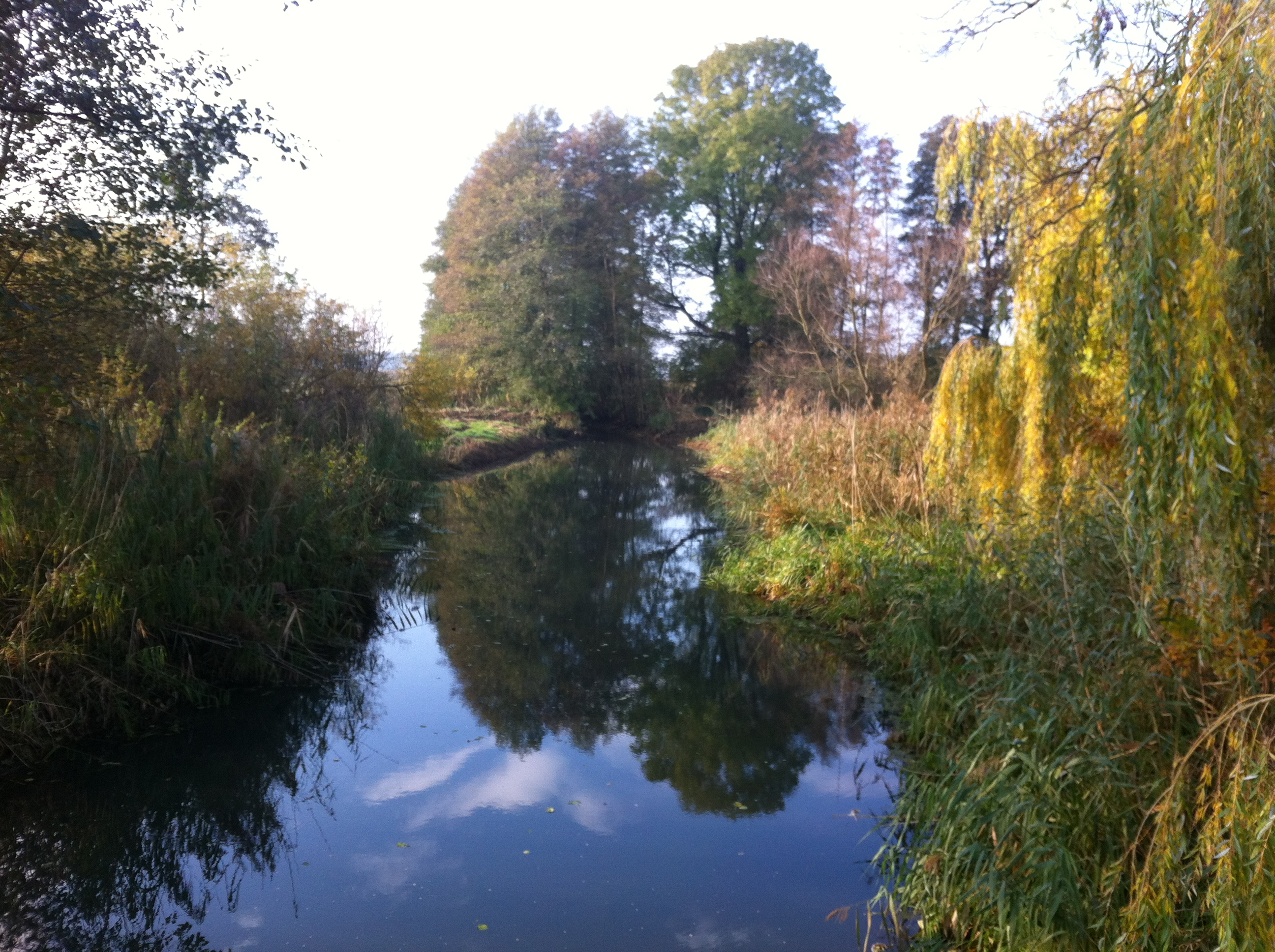
Fließgewässertyp 19: Die Stremme bei Neuenklitsche

Kleine Niederungsfließgewässer in Fluss- und Stromtälern ist der 19. der Typen, in welche die Bund/Länder-Arbeitsgemeinschaft Wasser (LAWA) die Gewässer einteilt. Solche Gewässer können in allen Naturräumen vorkommen, sie werden nicht nach Ökoregion differenziert.

## Gewässerstruktur
Gewässer dieses Typs haben nirgend ein eigenes Tal, stattdessen laufen sie in breiten Tälern anderer Flüsse oder Ströme. Von dem Hauptgewässer des Tals werden sie hydrologisch überprägt, etwa indem sie sich bei Hochwasser des großen Flusses rückstauen. Diese meist kleinen Bäche laufen natürlicherweise geschwungen bis mäandrierend, ihre Strömung ist oft kaum erkennbar, bei geringer Einschnitttiefe haben sie meist stabile Ufer. Heute sind diese Gewässer wegen der intensiven Nutzung der Auen meist ausgebaut, begradigt und eingedeicht. Ihr Sohlsubstrat kann sehr unterschiedlich sein, da sie auch nach der Gewässersohle nicht differenziert werden.
In Jungmoränengebieten rechnet man manchmal auch Gewässerabschnitte oberhalb von Seen diesem Typ zu.

## Flora und Fauna
Anders als in organisch geprägten Bächen kommen bei diesem Typ viele Standgewässer-Arten vor. Viele der bewohnenden Arten ernähren sich von Sediment oder vom Detritus. Unter anderem leben hier manche Flohkrebse und Kriebelmücken. Die Fischfauna wird sehr stark von der des großen Flusses beeinflusst, vorkommen können unter anderem Hecht, Rotauge oder Groppe.
Die Sohle dieser Bäche ist meist großflächig von Wasserpflanzen bedeckt, da recht viel Licht durchdringt. Oft kommen auch Stillgewässerpflanzenarten vor, wie zum Beispiel das Schwimmende Laichkraut, das Ährige Tausendblatt oder die Gelbe Teichrose.

## Beispiele
- Hellbach
- Karthane
- Kelster
- Tanger